# Duttaphrynus atukoralei
Duttaphrynus atukoralei es una especie de anfibios de la familia Bufonidae.

## Distribución geográfica
Es endémica de Sri Lanka, en altitudes de menos de 200 m.